# Dendrobium vanderwateri
Dendrobium vanderwateri är en orkidéart som beskrevs av Henry Nicholas Ridley. Dendrobium vanderwateri ingår i släktet Dendrobium, och familjen orkidéer. Inga underarter finns listade i Catalogue of Life.